# مردی که رنج می‌برد
مردی که رنج می‌برد فیلمی به کارگردانی و نویسندگی محمدعلی جعفری محصول سال ۱۳۳۶ است.

## خلاصه داستان
مرد جوانی با صحنه سازی رئیس خود، متهم به اختلاس شده و به زندان می‌افتد اما به زودی تبرئه و آزاد می‌شود در حالی که وضع خانواده اش مختل شده، کارش را از دست داده، نامزدش او را ترک گفته و مادرش در بستر بیماری بدون دکتر و دوا مانده است...

## بازیگران
- محمدعلی جعفری
- ایرن زازیانس
- احمد قدکچیان
- پرخیده
- مانی
- تاج‌الملوک احمدی
- علی تابش
- ایران دفتری